# Sbor Bratrské jednoty baptistů v Děčíně
Sbor Bratrské jednoty baptistů v Děčíně je místní baptistickou církví v Křešicích a v Jílovém u Děčína, která má kolem 9 členů.

## Historie
Po odsunu Němců po 2. světové válce se do Děčína přistěhovalo několik baptistických rodin, které povzbuzeni kazatelem Burešem z Litoměřic založili misijní stanici. V roce 1949, jich bylo už 35 členů a scházeli se ve Fügnerově ulici. 3. července 1950 se v Děčíně konal první křest, a to na Ploučnici, kde bylo pokřtěno 13 duší, z toho 10 místních. Další křest byl v roce 1952, kdy kazatel Bureš pokřtil dalších 13 lidí z Děčína. Tehdy byl tento kazatel komunisty nezákonně odsouzen a uvězněn. V závěru padesátých let vznikl na této stanici rozkol a v roce 1957 pro různost názorů odešli někteří do Jednoty českobratrské, dnešní Církve bratrské. Ve Fügnerově ulici se scházeli 12 let. Roku 1961 vypověděl komunistický městský úřad církvi podnájem ve prospěch Osvětové besedy. Misie ale pokračovala, k Bohu se obraceli další lidé, konaly se křty. V té době se od sboru odpojila větší skupina členů do tehdy tajně se utvářejícího letničního hnutí. V roce 1985 baptisté koupili pro své shromažďování vilu v Děčíně-Křešicích a tak byli po letech konečně ve svém. V době po revoluci (1989) došlo k třetímu velkému odchodu z tohoto společenství - bylo zde hodně mladých a ti se rozhodli odejít do rodícího se Křesťanského společenství. Samostatným sborem je Děčín od roku 1999 a schází se na dvou místech – v Křešicích a v Jílovém u Děčína. Po odchodu členů stanice v Jílovém zůstalo ve sboru v roce 2020 celkem 9 členů. Sbor v současné době (rok 2023) zvažuje sloučit se se sborem v Litoměřicích.

## Kazatelé
- 1945–1952    Ludvík Bureš (lovosický sbor)
- 1951–1953    Vilém Pelikán
- 1955–1964    Rudolf Petr (lovosický sbor)
- 1964–1968    Miloš Šolc st. (lovosický sbor)
- 1969–1979    Pavel Čáni (lovosický sbor)
- 1980–1988    Vladimír Vacek (lovosický sbor)
- 1989–1995    Jan Pospíšil (litoměřický sbor)
- 1995–2002    Daniel Kuc
- v současnosti misionář Jan Zavřel